# Pain Remains
Pain Remains è il quarto album in studio del gruppo musicale statunitense Lorna Shore, pubblicato nel 2022.

## Tracce
1. Welcome Back, O' Sleeping Dreamer – 7:21
2. Into the Earth – 5:12
3. Sun//Eater – 6:10
4. Cursed to Die – 4:40
5. Soulless Existence – 7:12
6. Apotheosis – 4:54
7. Wrath – 4:57
8. Pain Remains I: Dancing Like Flames – 5:52
9. Pain Remains II: After All I've Done, I'll Disappear – 5:36
10. Pain Remains III: In a Sea of Fire – 9:12

## Formazione
- Will Ramos – voce
- Adam De Micco – chitarra
- Andrew O'Connor – chitarra
- Michael Yager – basso
- Austin Archey – batteria